# Читай и рыдай
«Читай и рыдай» (англ. Read It and Weep) — кинофильм режиссёра Пола Хоэна по книге How My Private, Personal Journal Became a Bestseller.

## Сюжет
Джейми — милая интеллигентная ученица восьмого класса. Её мечта — попасть в высшее общество школы, но шансы её невелики, поскольку все своё время она проводит в мечтаниях и заносит их в дневник. Дело в том, что Джейми придумала себе и всем своим одноклассникам альтер эго, но с принципиальной разницей: аналоги одноклассников имеют ярко выраженные недостатки, с точки зрения Джейми присущие их реальным носителям, а себя девушка отождествляет с самоуверенной красавицей Изабеллой, или Из. Разумеется, Из обладает всем тем, чего так не хватает Джейми: она отличная спортсменка, модно одевается и непринужденно поддерживает разговор на любую тему, не говоря уже о взаимоотношениях с парнями. И вот жизнь Джейми резко меняется, когда вместо сочинения она по оплошности сдает свой дневник. Учитель делает из него бестселлер, причем одноклассники Джейми даже не догадываются о том, кто выведен в качестве героев сочинения. Однако выдуманная Из постепенно обретает реальность: сперва она начинает давать советы Джейми, как поступать в тех или иных жизненных ситуациях, а потом все чаще и чаще непосредственно вмешивается в её жизнь ... .

## В ролях
| Актер              | Роль                       |
| ------------------ | -------------------------- |
| Кей Панабэйкер     | Джеймсон «Джейми» Бартлетт |
| Джэйсон Долли      | Коннор Кеннеди             |
| Даниэль Панабэйкер | «Из»                       |
| Александра Кросни  | Хармони                    |
| Маркис Си Браун    | Линдси                     |
| Эллисон Скальотти  | Сойер «Мирна» Салливан     |
| Чад Броски         | Марко Вега                 |
| Том Верчу          | Ральф Бартлетт             |
| Конни МакФарланд   | Пегги Бартлетт             |
| Робин Райкер       | Дайана                     |
| Ник Уайтакер       | Ленни Бартлетт             |
| Фелиша Фехоко      | Дженнифер #1               |
| Малинда Мани       | Дженнифер #2               |
| Джойс Коэн         | Мисс Галлахер              |
| Кетрин Изабелл     | Эмбер Тиффани              |